# Mutki (stad)
Mutki is de hoofdplaats van het gelijknamige district in de provincie Bitlis in Turkije. De plaats had 2348 inwoners in 2013. De burgemeester is Özcan Birlik van de Democratische Regio Partij.
Mutkiis is de vermeende geboorteplaats van Zaro Agha, die in de jaren '30 van de 20e eeuw beweerde de oudste mens ter wereld te zijn.